# Волошка колючеголова
Волошка колючоголова,волошка колючеголова (Centaurea calcitrapa L.)  — вид квіткових рослин родини айстрові (Asteraceae).

## Опис
Це однорічна трав'яниста рослина, яка досягає 2-8 дм у висоту. Стебла прямі або висхідні, розгалужені від основи. Квіткові голови рожеві чи фіолетові. Сім'янки 2,5-3 х 1,5-2 мм, темно-коричневого кольору. Цвіте з червня по вересень.

## Поширення
Північна Африка: Алжир; Єгипет; Марокко; Туніс. Західна Азія: Кіпр; Йорданія; Ліван; Сирія; Туреччина. Європа: Росія — європейська частина; Україна — Крим; Австрія; Німеччина; Угорщина; Нідерланди; Швейцарія; Албанія; Боснія і Герцеговина; Болгарія; Хорватія; Греція; Італія; Македонія; Чорногорія; Румунія; Сербія; Словенія; Франція; Португалія; Іспанія. Натуралізована в деяких інших країнах. Населяє необроблені землі й узбіччя доріг.